# Свръхестествено (сезон 4)
Вижте пояснителната страница за други значения на Свръхестествено.
Четвъртият сезон на Свръхестествено, американски телевизионен сериал, започна на 18 септември, 2008. Това е третият сезон, който се излъчва по The CW. Главните актьори на четвъртия сезон включват Джаред Падалеки и Дженсън Екълс.
Този сезон се фокусира върху Сам и Дийн, които продължават да ловуват демони и представен е мистериозният ангел, Кастиел (Миша Колинс), както и новите способности на Сам Уинчестър и завръщането на Дийн от Ада, и неговите спомени от времето прекарано там. Този сезон също така показва как братята продължават да търсят Лилит, която се опитва да освободи Луцифер от Ада.

## Актьорски съсъав
Главни герои:
- Джаред Падалеки в ролята на Сам Уинчестър
- Дженсън Екълс в ролята на Дийн Уинчестър

Второстепенни герои:
- Миша Колинс в ролята на Кастиел
- Женевив Кортес в ролята на Руби
- Джим Бийвър в ролята на Боби Сингър

## Епизоди
| Заглавие | Сценарист(и)               | Режисьор(и)      | Дата на излъчване    | Еп. № |
| --- | -------------------------- | ---------------- | -------------------- | ----- |
| Lazarus Rising („Възкресение“) | Ерик Крипки                | Ким Манърс       | 18 септември 2008 г. | 1     |
| Дийн се събужда в ковчег, четири месеца след като е разкъсан от адската хрътка. Той се съюзява с Боби и Сам и намират медиум, Памела Барнс, който да им помогне да разберат кой е изкарал Дийн от Ада и какво иска в замяна. След като Памела минава през ужасно мъчение, за да види нещото, Дийн решава да го призове. |                            |                  |                      |       |
| Are you there, God? It's me, Dean Winchester („Там ли си Господи? Аз съм, Дийн Уинчестър“) | Сера Гамбъл                | Фил Сгричиа      | 25 септември 2008 г. | 2     |
| Сам, Дийн и Боби са нападнати от бесните призраци на хора, които не са могли да спасят. Боби става емоционално неспособен, когато духовете на две млади момичета, които не е могъл да спаси, се появяват. Дийн и Сам мислят, че полудяват, когато виждат духовете на агента на ФБР Виктор Хенриксон (Чарлс М. Уифийлд) и Мег Мастърс (Ники Айкокс) и казват на братята, че те са ги провалили. Накрая, Кастиел разкрива, че призоваването на духовете е един от многото знаци за идващия Апокалипсис, в който Луцифер ще дойде на Земята. |                            |                  |                      |       |
| In the Beginning („В началото“) | Джеръми Карвър             | Стив Бойъм       | 2 октомври 2008 г.   | 3     |
| Дийн е пратен в 70-те години на миналия век в Лоурънс, Канзас. Там той среща по-младия Джон Уинчестър (Матю Коен) и Мери (Ейми Гуменик). Това семейно събиране става по-голямо, когато Дийн среща дядо си (Мич Пиледжи), който има огромна тайна. |                            |                  |                      |       |
| Metamorphosis („Метаморфоза“) | Катрин Хъмприс             | Ким Манърс       | 9 октомври 2008 г.   | 4     |
| След като вижда как Сам използва силите си, ядосания Дийн се скарва с него. Разстояние и напрегантост са сложени между братята и Дийн осъзнава, че по-малкия му брат използва демонската кръв в себе си, с помощта на Руби и го лъже за това. Междувременно, ловец моли Сам и Дийн за помощ в случай включващ мъж, който минава през метаморфоза и се превръща в чудовищно създание, което яде човешко месо. |                            |                  |                      |       |
| Monster Movie („Филм на ужасите“) | Бен Едлънд                 | Робърт Сингър    | 16 октомври 2008 г.  | 5     |
| Братята Уинчестър отиват на местен Октоберфест разследвайки серия от странни убийства, които са извършвани от, както местните твърдят, чудовища от класически филми на ужасите от 30-те години на миналия век. Скоро разбират, че това е работа на Шейпшифтър (изигран от Тод Станшуик). |                            |                  |                      |       |
| Yellow Fever („Жълта треска“) | Андрю Даб и Даниел Лофлин  | Фил Сгричиа      | 23 октомври 2008 г.  | 6     |
| Братята попадат в град, където мъж е починал от сърдечен удар, но няма обичайните симптоми. Мъжът е убрял от болест от дух, която е предадена на Дийн. Болестта причинява на човека да изживее голяма тревога, която преминава в огромен страх. Сам и Боби трябва да намерят начин да спасят Дийн преди сърцето му да спре. Първоначалното име на епизода е било 'Фобия' ('Phobia'). Също така, преди финалните надписи има специална изненада за феновете: Дженсън Екълс, който свири на въображаема китара на песента 'Eye of the Tiger'. |                            |                  |                      |       |
| It's the Great Pumpkin, Sam Winchester („Хелоуин“) | Джули Сийдж                | Чарлс Бийсън     | 30 октомври 2008 г.  | 7     |
| Няколко дена преди Хелоуин е и Сам и Дийн разследват две мистериозни умирания в малък град. Братята намират магически торбички и в заключение мислят, че умиранията са причинени от вещица, която прави жервтоприношения, за да призове опасен демон на име Самхейн. Кастиел пристига в града и казва на Сам и Дийн, че освобождаването на Самхейн е една от Оковите, които ще доведат до освобождаването на Луцифер. Кастиел вика ангел специалист на име Уриел, за да унищожи целия град. |                            |                  |                      |       |
| Wishful Thinking („Пожелай си нещо“) | Бен Едлънд                 | Робърт Сингър    | 6 ноември 2008 г.    | 8     |
| Сам и Дийн разследват малък град, в който мечтите се сбъдват. Мече оживява, някой печели от тотото и загубеняка на града си има готино гадже. Братята осъзнават, че докато всички са щастливи, краят ще е катастрофален. |                            |                  |                      |       |
| I Know What You Did Last Summer („Знам какво направи миналото лято“) | Сера Гамбъл                | Чарлс Бийсън     | 13 ноември 2008 г.   | 9     |
| Руби чува няколко демона да си шепнат за момиче в психиатрична болница, което внезапно става мишена за демоните и казва на Сам и Дийн къде да отидат, за да защитят Ана Милтън преди Ада да я докопа. След близка среща с опасен демон, Алистър, който Дийн помни от Ада, Сам казва какво му се случило докато Дийн го е нямало. Кастиел и Уриел се появяват и братята осъзнават, че се е разразила битка между Рая и Ада за момичето. (Част 1 от 2) |                            |                  |                      |       |
| Heaven and Hell („Рай и Ад“) | Ерик Крипки                | Дж. Милър Тобин  | 20 ноември 2008 г.   | 10    |
| Дийн и Сам разбират защо Кастиел и неговия начални, Уриел, искат Ана Милтън да умре и тримата са принудени да бягат, не само от ангелите, но и от Алистър и демоните, които също така опитват да проследята Сам, Дийн и Ана. (Част 2 от 2) |                            |                  |                      |       |
| Family Remains („Семейни останки“) | Джеръми Карвър             | Фил Сгричиа      | 15 януари 2009 г.    | 11    |
| Сам и Дийн разследват обладана къща с мистериозен призрак в стените. Настъпва осложнение, когато 5-членно семейство се нанася и „призракът“ се оказва, че е две не-свръхестествени деца, които са израснали в стените на къщата и са готови да убият, за да защитят дома си. |                            |                  |                      |       |
| Criss Angel Is a Douchebag („Крис Ейнджъл е задник“) | Джули Сийдж                | Робърт Сингър    | 22 януари 2009 г.    | 12    |
| Сам и Дийн посещават магьсническо събиране, където изглежда, че е изпълнена истинска магия. Дали някой се е обърнал към тъмните изкуства, за да съживи потъващата му кариера? Също така, Руби посещава Сам с предложение. |                            |                  |                      |       |
| After School Special („Обратно на училище“) | Андрю Даб и Даниел Лофлин  | Адам Кейн        | 29 януари 2009 г.    | 13    |
| Сам и Дийн намират призрак, който обитава едно от техните стари училища. Докато разследват Дийн и Сам преживяват наново техните случки в училището чрез флашбек-ове. |                            |                  |                      |       |
| Sex and Violence („Секс и насилие“) | Катрин Хъмприс             | Чарлс Бийсън     | 5 февруари 2009 г.   | 14    |
| Братята разследват убийство извършено от човек под контрола на сирена и се срещат с доктор, който харесва Сам. След това братята попадат под магията... |                            |                  |                      |       |
| Death Takes a Holiday („Смъртта си взима почивка“) | Джеръми Карвър             | Стив Бойъм       | 12 март 2009 г.      | 15    |
| Братята разследват град, където никой не умира, защото Жътварите са хванати в капан. С никой останал, който да повежда душите към отвъдното хората преживяват фатални изстрели, прободни рани и други подобни. Сам и Дийн научават, че Алистър планира да счупи една от 66-те окови като убие Жътварите и търсят помощ от медиума Памела, за да спрат плана му. |                            |                  |                      |       |
| On the Head of a Pin („Ангелски съмнения“) | Бен Едлънд                 | Майк Рол         | 19 март 2009 г.      | 16    |
| Кастиел и Уриел са хванали Алистър и искат от Дийн да използва уменията си за измъчване, които е научил в Ада, за да получи информация от него, с която да спрат убиването на ангели. Сам е разтревожен, че Дийн няма да се справи, но Дийн приема. Обаче, когато Алистър издава шокираща инфорамция, светът на Дийн е разбит. |                            |                  |                      |       |
| It's a Terrible Life („Животът е ужасен“) | Сера Гамбъл                | Джеймс Л. Конуей | 26 март 2009 г.      | 17    |
| Дийн изчезва....и попада в алтернативна реалност, където той работи на Уол Стрийт и е обграден от дух, който кара колегите му да се самоубиват. |                            |                  |                      |       |
| The Monster at the End of This Book („Чудовището в края на книгата“) | Джули Сийдж и Нанси Уейнър | Майк Рол         | 2 април 2009 г.      | 18    |
| Лилит обладава тялото на хигиенист и причинява проблеми на братята. Сам и Дийн също така намират книга наречена Свръхестествено, в която се разказва за двама братя, на име Сам и Дийн Уинчестър, които преследват демони – писателят на книгата ги помисля за имитатори, когато го посещават. |                            |                  |                      |       |
| Jump the Shark („Отвъд обичайното“) | Андрю Даб и Даниел Лофлин  | Фил Сгричиа      | 23 април 2009 г.     | 19    |
| 19-годишно момче на име Адам се обажда на Сам и Дийн, питайки за Джон Уинчестър, твърдейки че му е син. Дийн и Сам се срещат с Адам, мислейки че е демон, който се опитва да ги хване в капан. Обаче, те разбират, че Джон наистина е баща на момчето и Адам им разказва за „нормалното“ си детство, което дразни Дийн. |                            |                  |                      |       |
| The Rapture („Второто пришествие“) | Джеръми Карвър             | Чарлс Бийсън     | 30 април 2009 г.     | 20    |
| Кастиел се явява на Дийн в съня му и му казва, че има нещо много важно, което да му каже, но трябва да се срещнат някъде насаме. Дийн и Сам търсят Кастиел, но вместо това намират Джими, човекът, който Кастиел е обладал, който има само мътен спомен, за това че е бил ангел. Джими иска да се върне при семейството си и да заживее нормален живот, но Дийн и Сам са притеснени за безопасността му. |                            |                  |                      |       |
| When the Levee Breaks („Точка на пречупване“) | Сера Гамбъл                | Робърт Сингър    | 7 май 2009 г.        | 21    |
| Дийн и Боби заключват Сам в паник стаята на Боби, за да може да се изчисти от демонската кръв. Обаче, когато Боби вижда, че все повече и повече окови са счупени той казва на Дийн, че трябва да пуснат Сам, за да им помогне да се бият срещу идващия Апокалипсис. Дийн отказва и отива при Кастиел за помощ. Сам и Дийн се скарват. |                            |                  |                      |       |
| Lucifer Rising („Възкресението на Луцифер“) | Ерик Крипки                | Ерик Крипки      | 14 май 2009 г.       | 22    |
| Апокалипсисът идва и Сам и Дийн се подготвят да се борят с него по съвсем различни начини. Сам се присъединява към Руби в последен опит да убият Лилит, докато Кастиел и Закарая отвличат Дийн и му казват, че е време да изиграе своята роля в спирането на Луцифер. Закарая по-късно разкрива на Дийн, че ангелите не се опитват да спрат последната окова от счупваен и че неговата задача е да победи Луцифер след Апокалипсиса. Кастиел разкрива на Дийн, че смъртта на Лилит е последната окова и Сам без да знае освобождава Луцифер като я убива. Дийн убеждава Кастиел да му помогне да спрат Сам, за да не убие Лилит. В края на епизода, Сам убива Лилит и Руби показва, че всъщност е планирала този завършек от първата им среща. Сам и Дийн убиавт Руби, докато вратата към затвора на Луцифер започва да се отваря. |                            |                  |                      |       |

## Нови и завръщащи се герои
Шоуто продължава да описва хроникие на живота на братята, които пътуват из САЩ като се бият с демони. Дженсън Екълс играе ролята на убеца на демони Дийн Уинчестър. Джаред Падалеки играе Сам Уинчестър, брат на Дийн и също ловец на демони.
Шоуто винаги включва гост звезди. Джим Бийвър се завръща като Боби Сингър, ловец, който е ментор на братята. Женевив Кортес играе демонът Руби, като е обладала нов човек след края на третия сезон, защото Кейти Касиди напуска шоуто.
Ники Айкокс, която играеше демонът Мег Мастърс в първия сезон, се завръща като духът на човека Мег Мастърс, чието тяло бе обладано от демон.
Също така в шоуто се завръщат: агента на ФБР Виктор Хенриксен, Роналд Резник, Джон Уинчестър, Мери Уинчестър и демоните Лилит и Азазел.
Новите герои включват:
Кастиел, Памела, Уриел, Ана, Алистър и Закарая.